# Hiệp hội Cảng biển Việt Nam
Hiệp hội Cảng biển Việt Nam là tổ chức xã hội nghề nghiệp phi lợi nhuận của doanh nghiệp, tổ chức hoạt động trong lĩnh vực cảng biển tại Việt Nam.
Hiệp hội có tên giao dịch tiếng Anh là Vietnam Seaports Association, viết tắt là VPA.
Hiệp hội được thành lập trên cơ sở Văn bản số 51/KTN ngày 05/1/1994 của Thủ tướng Chính phủ cho phép thành lập Hiệp hội Cảng biển Việt Nam. Điều lệ Hiệp hội Cảng biển Việt Nam sửa đổi hiện hành được Bộ Nội vụ phê duyệt tại Quyết định số 1197/QĐ-BNV ngày 06 tháng 9 năm 2006 .
Văn phòng Hiệp hội đặt tại địa chỉ Số 3 Nguyễn Tất Thành, phường 12, Quận 4, Thành phố Hồ Chí Minh.